# Aoki Tsuru

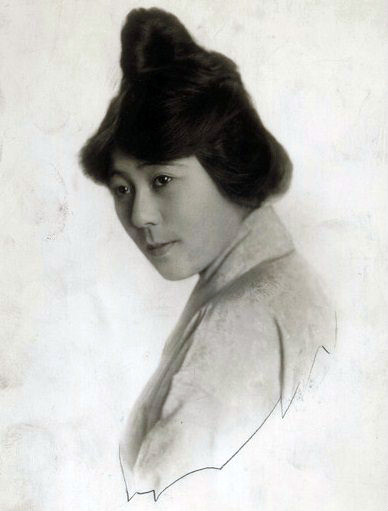
Porträt von Tsuru Aoki, ca. 1915

Aoki Tsuru (japanisch 青木 鶴子, auch Aoki Tsuruko und Hayakawa Tsuruko (早川 鶴子); geboren 9. September 1889 in Fukuoka, Präfektur Fukuoka; gestorben 18. Oktober 1961) war eine japanische Schauspielerin. Sie gilt als Ikone des amerikanischen Stummfilms.

## Leben und Wirken

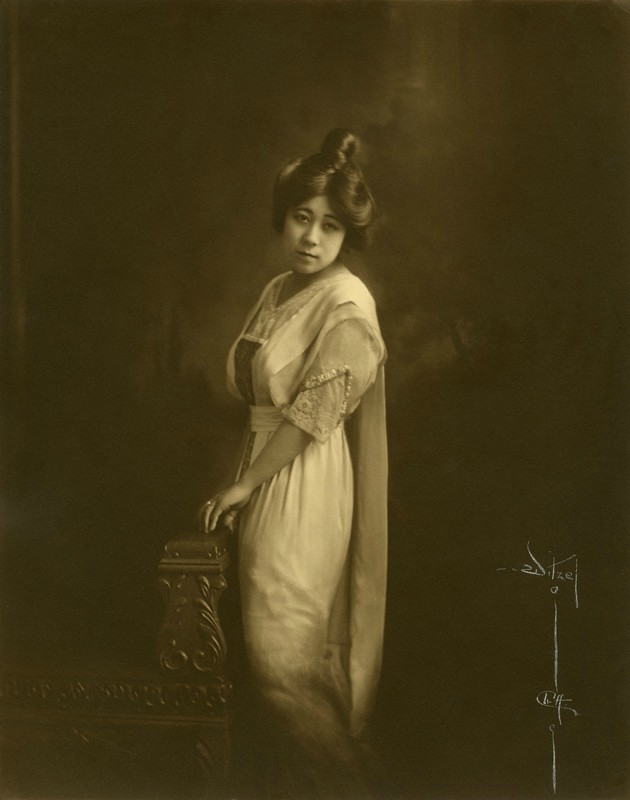
Tsuru, ca. 1915

Tsuru wurde 1889 als Tochter von Katsu Kawakami, der jüngeren Schwester von Otojirō Kawakami, und eines Fischers in Fukuoka geboren. 1899 ging Tsuru mit der Theatertruppe ihres Onkels Otojirō und dessen Frau, der Schauspielerin Sadayakko Kawakami, auf Tournee nach Amerika, wo sie in San Francisco als Kinderdarstellerin auftrat. Da die Theatertruppe unter Geldmangel litt, wurde Tsuru aus ökonomischen Gründen von dem in Pasadena lebenden Maler Hyōsai Aoki adoptiert. Hyōsai hatte selbst keine Kinder und war in Kalifornien als Maler und Illustrator für Zeitungen erfolgreich. Nach der Adoption besuchte Tsuru in Colorado Springs ein Internat.
1903 begleitete Tsuru ihren Adoptivvater, der vom Theaterproduzenten David Belasco für The Darling of the Gods engagiert worden war, nach New York. Dort begann Tsuru Ballettunterricht zu nehmen, den sie nach der Rückkehr nach Pasadena fortsetzte. Als Hyōsai Aoki 1912 starb, kümmerte sich eine Reporterin des Los Angeles Examiner um Tsuru und schickte sie auf eine Schauspielschule in Los Angeles. Tsuru schloss sich einer Shimpa-Schauspieltruppe (新派) an. 1913 wurde der Stummfilmregisseur Thomas Harper Ince durch eine Aufführung der Schauspieltruppe auf Tsuru aufmerksam und nahm sie unter Vertrag. Im gleichen Jahr noch trat Tsuru mit William Garwood in dem Film The Oath of Tsuru San auf. Im Jahr danach spielte Tsuru zusammen mit Sessue Hayakawa in The Typhoon. Tsuru und Sessue begannen eine Beziehung und heirateten im Mai 1914.

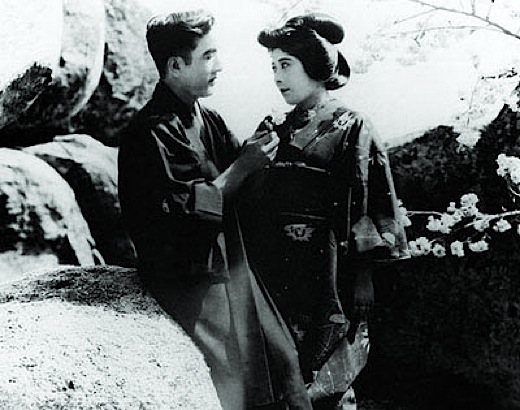
Tsuru Aoki mit ihrem Ehemann Sessue Hayakawa in The Dragon Painter (1919).

Unmittelbar nach ihrer Hochzeit erschien der Film The Wrath of the Gods, die Geschichte einer interkulturellen Liebesbeziehung des Filmregisseurs Frank Borzage, der ein großer Erfolg wurde. Tsuru und Sessue spielten in den 1910er und 20er Jahren zusammen in mehr als 20 Filmen.
Einer der bekanntesten Filme, in denen Tsuru mitwirkte, war The Dragon Painter von William Worthington, der auf dem gleichnamigen Roman von Sidney McCall beruht. Darin spielte Tsuru eine junge Frau, die den verwirrten Maler Tatsu (gespielt von Sessue) davon überzeugt, die Einsamkeit der Berge zu verlassen, um mit ihr zu leben und sein Talent weiterzuentwickeln. Tsuru spielte in den 1910er Jahren in mehr als 40 Filmen zumeist die Hauptrolle. Damit war sie die erste Asiatin, die zu großer Bekanntheit und Erfolg im amerikanischen Stummfilm kam. Sie spielte mit Schauspielgrößen wie Gladys Brockwell, Mildred Harris, Jack Holt, Jane Wolfe, Dagmar Godowsky, Vola Vale, Florence Vidor und Walter Long. Zusammen mit ihrem Ehemann gründete sie ein eigenes kleines Filmstudio, zu dem viele Japaner kamen, die später in Japan Filmstars wurden.
Nach einigen weniger erfolgreichen Filmen von Thomas Ince reiste Tsuru mit Sessue 1923 nach Frankreich, wo sie gemeinsam in Édouard-Émile Violet La Bataille mitspielten. Danach wirkte Tsuru nur noch in drei weiteren Filmen mit und zog sich 1924 aus dem Filmgeschäft zurück, um sich um ihre drei Kinder zu kümmern. Das letzte Mal spielte Tsuru 1960 in Hell to Eternity, ihrem einzigen Tonfilm, mit.
Tsuru starb 1961 im Alter von 69 Jahren an Bauchfellentzündung.

## Filmografie (Auswahl)
- 1913: The Oath of Tsuru San (Kurzfilm)
- 1914: O Mimi San (Kurzfilm)
- 1914: The Courtship of O San (Kurzfilm)
- 1914: The Geisha (Kurzfilm)
- 1914: Love’s Sacrifice (Kurzfilm)
- 1914: The Wrath of the Gods
- 1914: A Tragedy of the Orient (Kurzfilm)
- 1914: A Relic of Old Japan (Kurzfilm)
- 1914: Desert Thieves (Kurzfilm)
- 1914: Star of the North (Kurzfilm)
- 1914: The Curse of Caste (Kurzfilm)
- 1914: The Village ’Neath the Sea (Kurzfilm)
- 1914: The Death Mask (Kurzfilm)
- 1914: The Typhoon
- 1914: Nipped (Kurzfilm)
- 1914: The Vigil (Kurzfilm)
- 1914: Mother of the Shadows (Kurzfilm)
- 1914: The Last of the Line (Kurzfilm)
- 1915: The Famine (Kurzfilm)
- 1915: The Chinatown Mystery (Kurzfilm)
- 1915: The Beckoning Flame (Kurzfilm)
- 1916: Alien Souls (Verschollen)
- 1916: The Honorable Friend (Verschollen)
- 1916: The Soul of Kura San (Verschollen)
- 1917: Each to His Kind
- 1917: The Call of the East
- 1917: The Curse of Iku
- 1918: The Bravest Way
- 1919: His Birthright
- 1919: Bonds of Honor
- 1919: A Heart in Pawn
- 1919: The Courageous Coward
- 1919: The Gray Horizon
- 1919: The Dragon Painter
- 1920: Locked Lips
- 1920: A Tokyo Siren
- 1920: The Breath of the Gods
- 1921: Black Roses
- 1922: Five Days to Live
- 1923: Über alles das Vaterland, oder die Schlacht (La bataille)
- 1924: The Danger Line
- 1924: The Great Prince Shan
- 1924: Sen Yan’s Devotion
- 1960: Stoßtrupp Saipan (Hell to Eternity)